# Abdulla Alhammadi
Abdulla Alhammadi, né le 30 janvier 2000, est un coureur cycliste émirati.

## Biographie
En 2022, Abdulla Alhammadi se distingue aux Jeux de la solidarité islamique en terminant premier de la course aux points et troisième de l'omnium. Il devient par ailleurs vice-champion des Émirats arabes unis du contre-la-montre espoirs. La même année, il est invité à un camp d'entraînement de l'équipe professionnelle UAE Emirates, en compagnie de son compatriote Mohammad Al Mutaiwei,. 
Lors de la saison 2023, il se classe deuxième du contre-la-montre par équipes, troisième du contre-la-montre individuel et dixième de la course sur route aux championnats arabes. Il finit également seizième de l'épreuve en ligne des Jeux panarabes, ou encore dix-huitième du championnat d'Asie. Après ses performances, il intègre la nouvelle réserve de la formation UAE Emirates en 2024.

## Palmarès sur route

### Par année
- 2022
  - 2e du championnat des Émirats arabes unis du contre-la-montre espoirs
  - 3e du Tour de Salalah
- 2023
  -  Médaillé d'argent du championnat arabe du contre-la-montre par équipes
  -  Médaillé de bronze du championnat arabe du contre-la-montre
- 2024
  -  Champion des Émirats arabes unis du contre-la-montre

### Classements mondiaux
| Année         | 2022 | 2023 |
| ------------- | ---- | ---- |
| UCI Asia Tour | 115e | 214e |

## Palmarès sur piste

### Jeux de la solidarité islamique
- Konya 2022
  -  Médaillé d'or de la course aux points
  -  Médaillé de bronze de l'omnium